# Schleswig-Holsteinisches Landessozialgericht

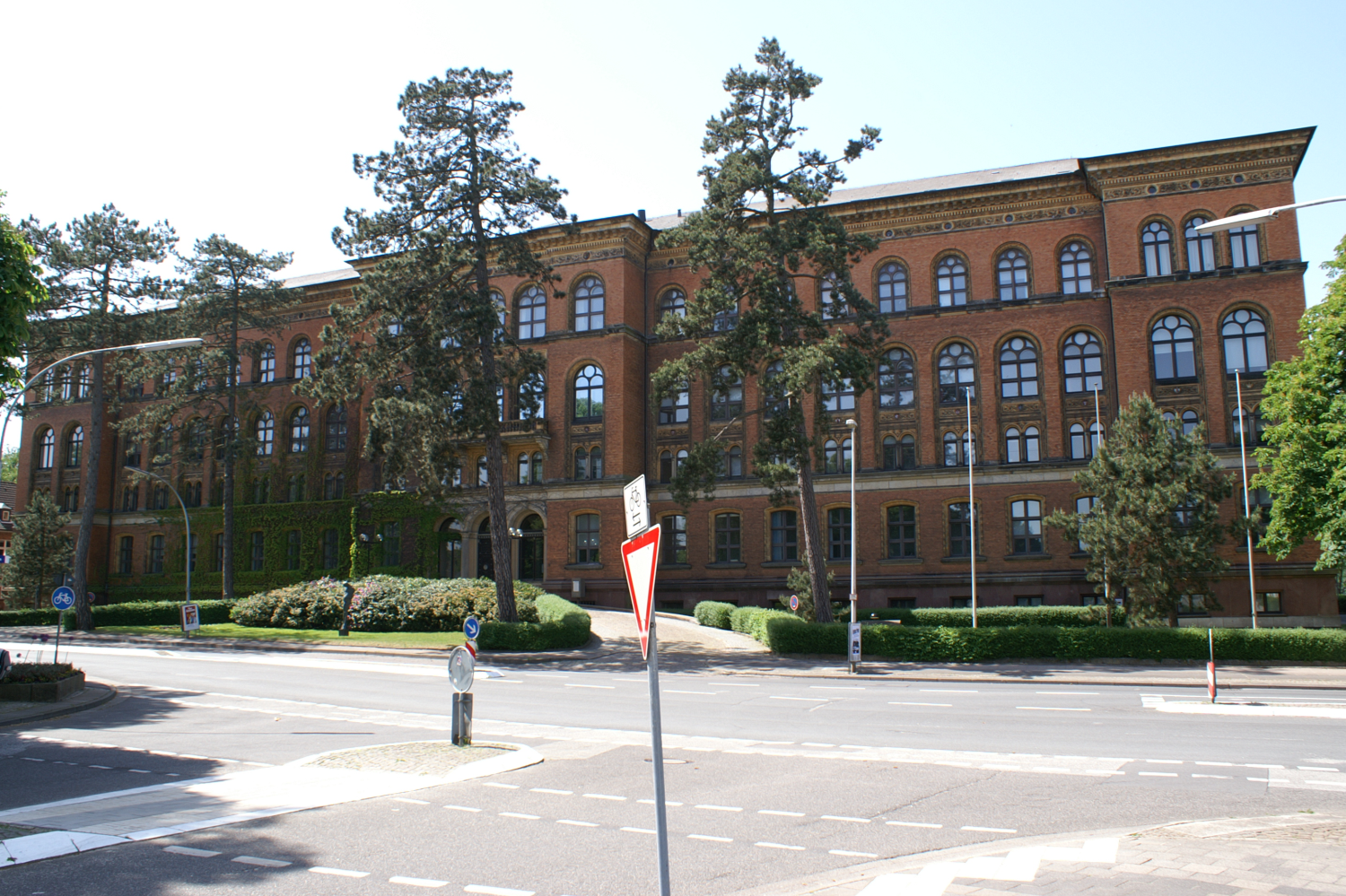
Gerichtsgebäude

Das Schleswig-Holsteinische Landessozialgericht ist ein Gericht der schleswig-holsteinischen Sozialgerichtsbarkeit. 

## Gerichtssitz und -bezirk
Das Landessozialgericht (LSG) hat seinen Sitz in Schleswig. Der Gerichtsbezirk umfasst das gesamte Gebiet des Bundeslandes.

## Gerichtsgebäude
Das LSG befindet sich in der Gottorfstr. 2, wo auch das Schleswig-Holsteinische Oberlandesgericht und die Generalstaatsanwaltschaft untergebracht sind. Im Volksmund wird das denkmalgeschützte Gebäude als „Roter Elefant“ bezeichnet. Bis 2005 befand sich auch das Sozialgericht Schleswig in diesem Gebäude.
Das Gebäude wurde in den Jahren 1876 bis 1878 erbaut und war Sitz der früheren preußischen Provinzialregierung der Provinz Schleswig-Holstein. Hier residierte der erste preußische Oberpräsident, und hier entwarf er im Auftrag des Reichskanzlers Otto von Bismarck die Reichsversicherungsordnung.
Zudem war früher auch das Oberversicherungsamt dort untergebracht. Seine rechtsprechende Funktion wurde vom Landessozialgericht übernommen.

## Geschichte
Von 1912 bis 1954 bestand das Oberversicherungsamt Schleswig als einziges Oberversicherungsamt für Schleswig-Holstein. Mit dem Sozialgerichtsgesetz wurde es zum 1. Januar 1954 durch das neu gegründete Schleswig-Holsteinisches Landessozialgericht abgelöst.

## Gerichtspräsidenten und -präsidentinnen
Als erste Frau an der Spitze dieses Gerichts war Christine Fuchsloch von Juli 2010 bis Februar 2024 Präsidentin des Landessozialgerichts. Seit März 2024 ist sie Präsidentin des Bundessozialgerichts in Kassel. Vize-Präsident ist seit dem 1. November 2020 Andy Groth. Seit dem 1. Juli 2024 ist Birgit Voß-Güntge Präsidentin.
| LSG Schleswig-Holstein | LSG Schleswig-Holstein                  |
| ---------------------- | --------------------------------------- |
| 1954–1961              | Ernst Siegfried Buresch (* 1900 † 1969) |
| 1967–1973              | Paul-Friedrich Ehmcke (* 1914)          |
| 1974–1989              | Johannes Schafmeister (* 1924 † 2019)   |
| 1989–2004              | Wolfgang Noftz (* 1939)                 |
| 2005–2009              | Friedrich Stoll (* 1944)                |
| 2010–2024              | Christine Fuchsloch (* 1964)            |
| seit 2024              | Birgit Voß-Güntge (* 1967)              |

## Über- und nachgeordnete Gerichte
Dem Schleswig-Holsteinischen Landessozialgericht ist das Bundessozialgericht übergeordnet. Nachgeordnete Gerichte sind die Sozialgerichte Kiel, Lübeck, Itzehoe und Schleswig.